# منزل معين التجار بوشهري
منزل معين التجار بوشهري (بالفارسية: خانه معین‌التجار بوشهری) هو منزل تاريخي يعود إلى عصر القاجاريون، ويقع في طهران.